# 東藻琴乳酪館
43°50′18.1″N 144°17′05.7″E / 43.838361°N 144.284917°E

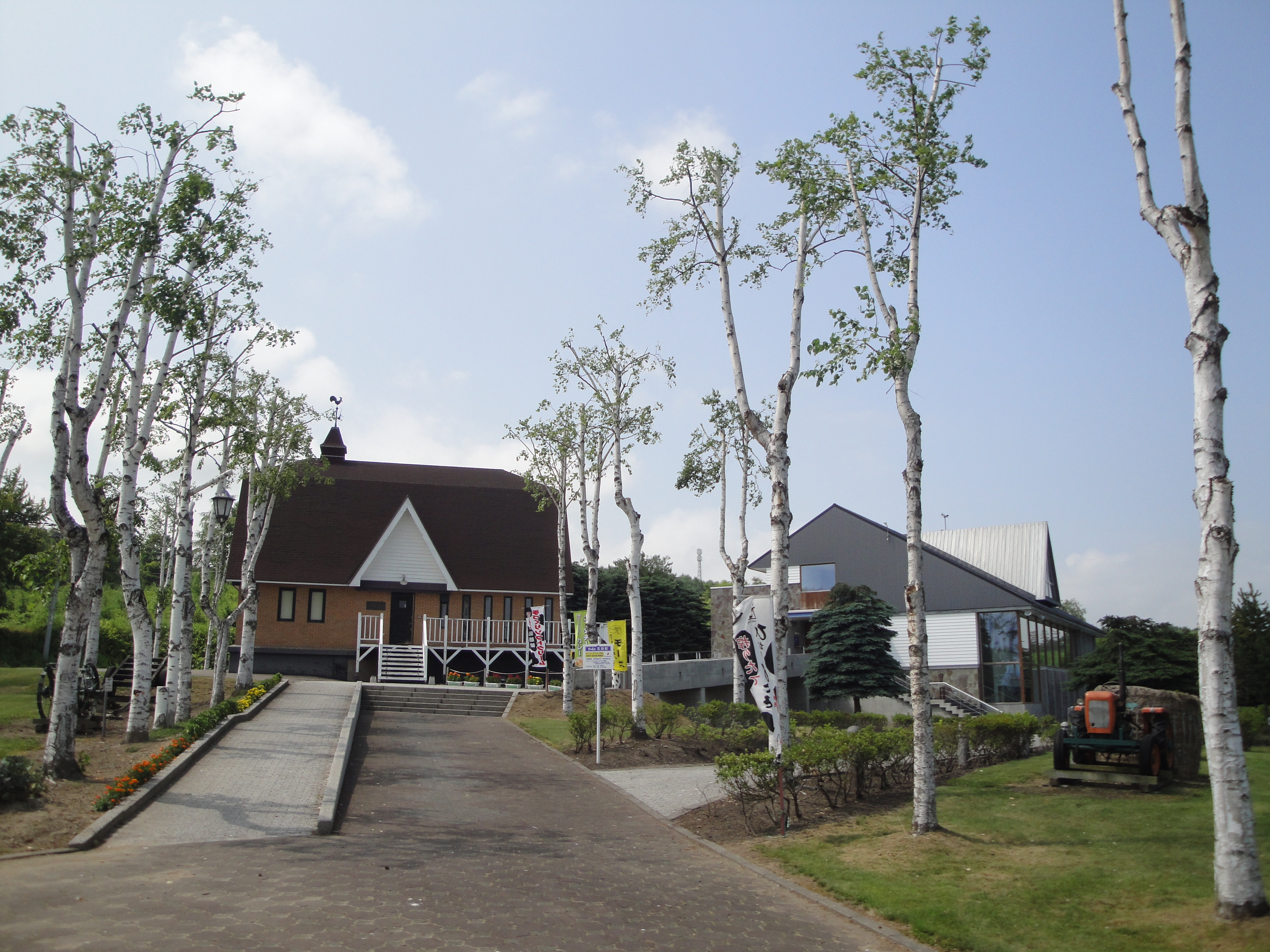
東藻琴乳酪館（右）和東藻琴乳製品加工研究所（左）

東藻琴乳酪館是位於日本北海道大空町東藻琴地區的觀光工廠，展示製作起司的工藝流程（日文的「乳酪」指的是起司）及銷售相關產品。乳酪館自1996年10月開始營業,現由「一般財團法人女滿別產業開發公社」負責經營。
由於酪農業為東藻琴地區的主要產業，1979年起，當地為處理生產過剩的牛乳，利用北海道東藻琴高等學校的食品實習室開始研究如何生產起司，1980年利用空置的村營住宅並購入二手機械設備，開始生產起司。最出生產的起司被命名為「東藻琴天然白起司」（為英文Natural cheese Higashimokoto White的發音）。1981年，東藻琴的起司開始對外銷售，並被北海道列為「經濟振興對策事業」。1982年進一步成立「東藻琴乳製品加工研究所」，致力於發展起司為當地特產，並帶動當地酪農業的發展。1996年再於研究所旁建立了東藻琴乳酪館。

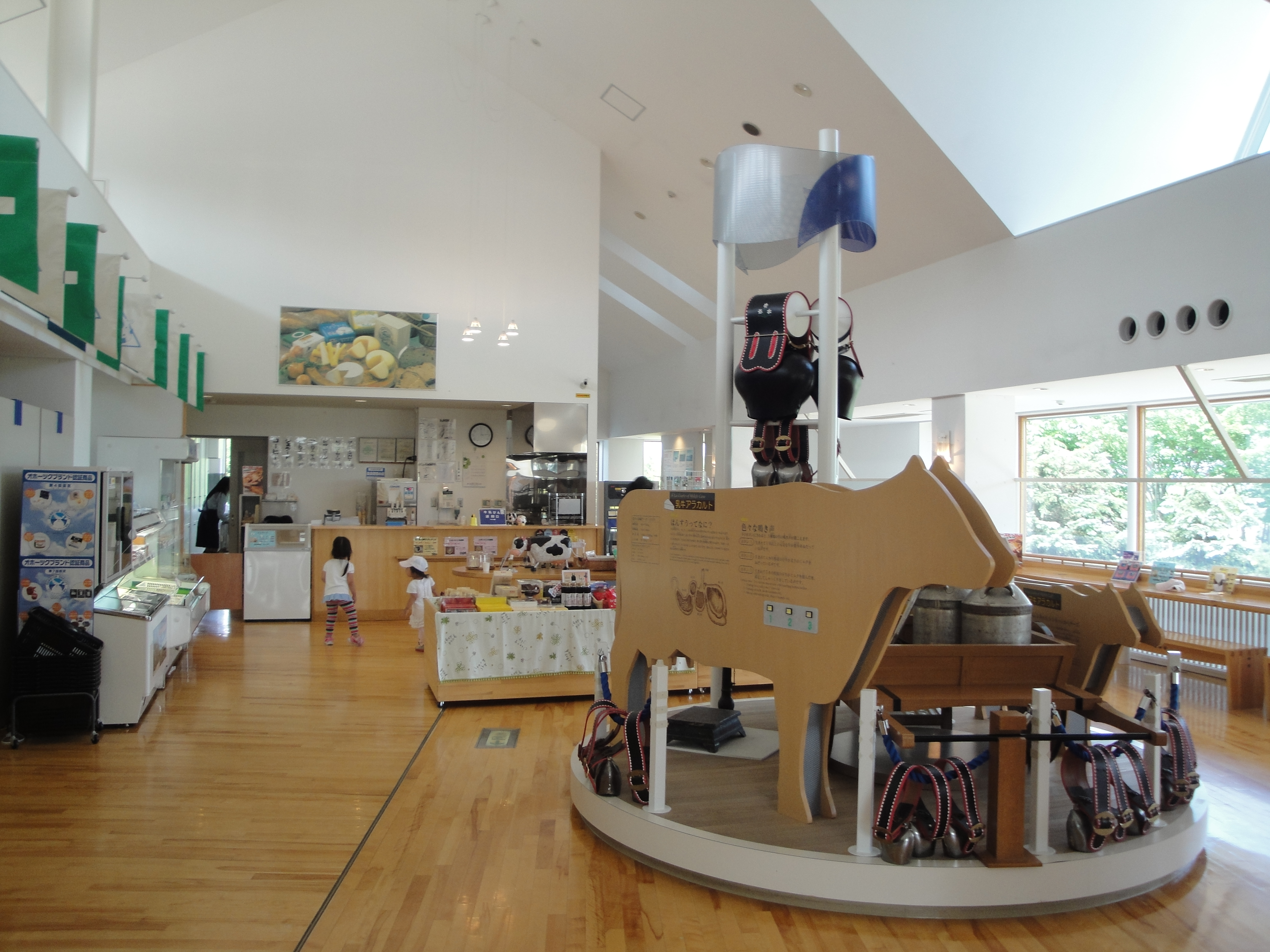
東藻琴乳酪館內部大廳
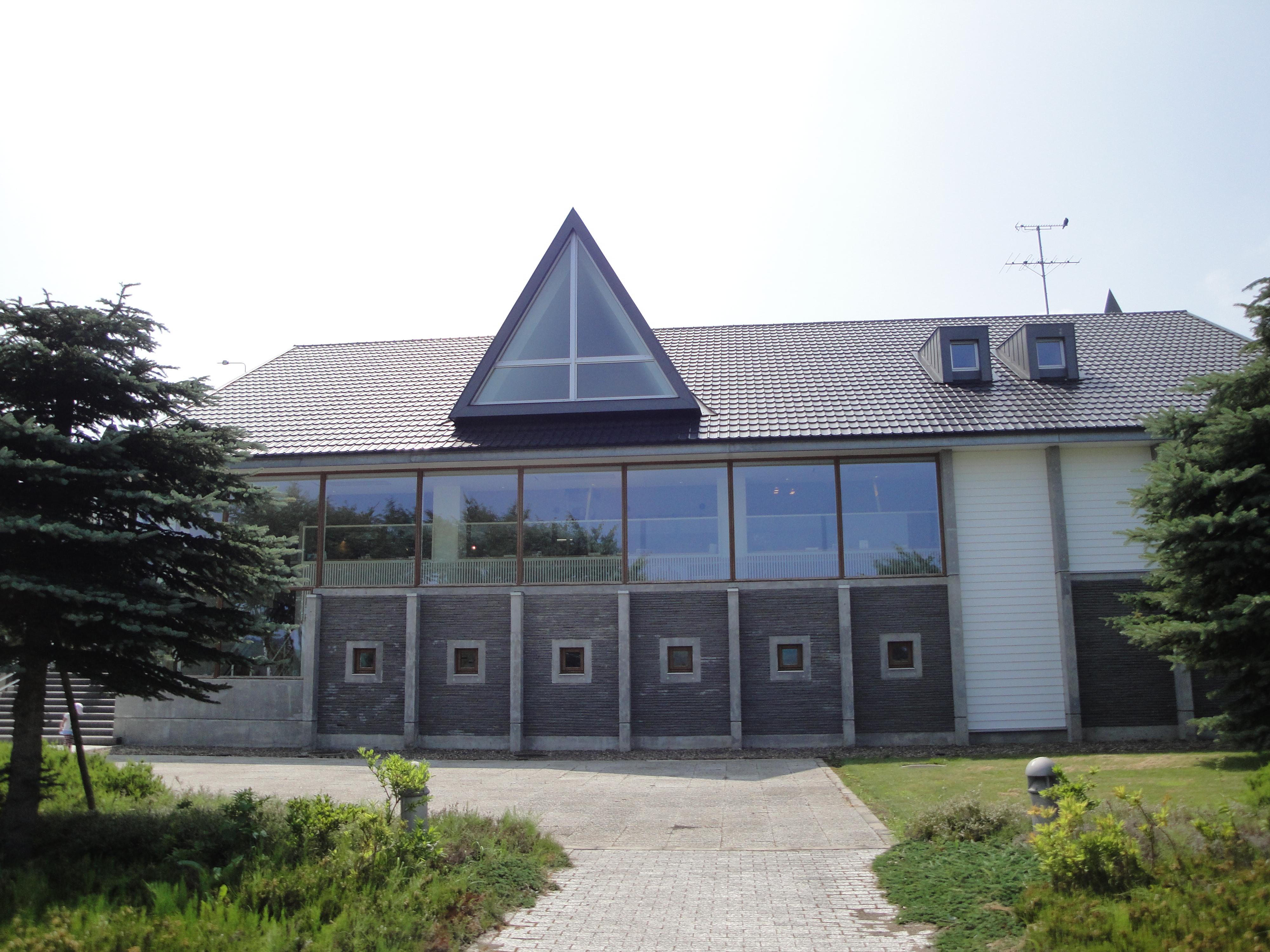
東藻琴乳酪館建築外觀
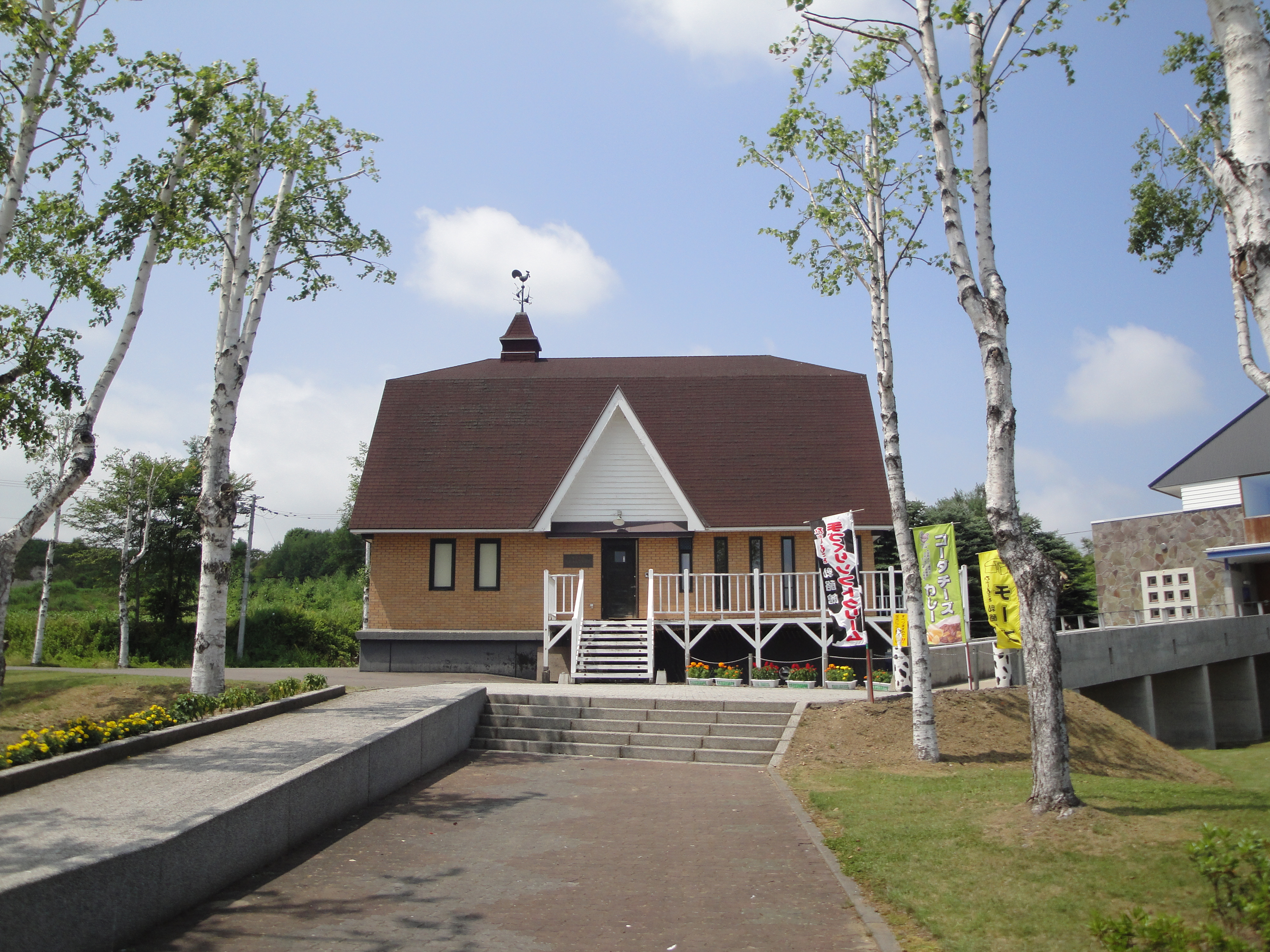
東藻琴乳製品加工研究所

## 外部連結
- （日語） 東藻琴乳酪館 （页面存档备份，存于）